# بولينيا (البرازيل)
باوليستا (بالبرتغالية: Paulínia) هي بلدية من بلديات ولاية بارابيا São Paulo في شمال شرق البرازيل. وهي تقع ضمن نطاق اقليم اغريستا باريبانو بمعتمدية كوريماتو الغربية وعلى بعد 524 كيلومترا من عاصمة الولاية خواو بيسوا. وهي تقع في اعالي سهل بوربوريما وعلى ارتفاع 590 متر فوق مستوى سطح البحر.

## أعلام
- مارسيلا تامر